# Az (humoriste)
Pour les articles homonymes, voir AZ.
Azedine Bendjilali, dit Az (également typographié AZ), est un humoriste, auteur, réalisateur, scénariste, acteur français, né en 1995.

## Biographie

### Carrière professionnelle
Az est découvert sur la scène du Jamel Comedy Club. Dans un style à l'américaine, il se produit et se fait connaître dans tous les cafés-théâtres de Paris. Il rencontre le succès sur les réseaux sociaux où il parodie des chanteurs. Sa source d'inspiration est une référence de la scène humoristique, Gad Elmaleh. Il est l'auteur des pastilles de Camille Lellouche, pour l'émission Quotidien sur TMC, Face Cam[source insuffisante].
En 2019, il présente sur scène son premier seul-en-scène (one-man-show), intitulé Exister, au Théâtre du Marais.
En collaboration avec Laurent Junca, le frère de Titoff, il écrit le scénario et réalise son premier film, une comédie, Les Gagnants, qui sort en 2022. Il y joue le rôle de Nabil.
Depuis 2022, il est un sociétaire récurrent des Grosses Têtes sur RTL.
Depuis 2024 il joue son second one man show intitulé Rupture.

## Filmographie

### Réalisateur
- 2022 : Les Gagnants - coréalisé avec Laurent Junca

### Scénariste
- 2022 : Les Gagnants - coécrit avec Laurent Junca
- 2024 : Terminal (série télévisée) - créateur

### Acteur
- 2022 : Les Gagnants : Nabil

## Émissions de télévision et de radio
- 2020 : La Grosse Rigolade sur C8 : participant
- 2020 : La Grande Darka sur C8
- 2021 : On est en direct sur France 2 : chroniqueur
- Depuis 2022 : Les Grosses Têtes sur RTL[2] : sociétaire
- 2023 : Fort Boyard sur France 2 : participant (avec Alexis Michalik, Jo-Wilfried Tsonga, Vianney, Laure Boulleau et Maëva Coucke)
- 2023-2025 : Le Grand Concours sur TF1 : candidat
- 2024 : Vendredi tout est permis sur TF1 : participant
- 2025 : Que le meilleur gagne sur M6 : participant, Les Douze Coups, sur TF1: Le combat des maîtres